# Robert Dilworth
Robert Palmer Dilworth (* 2. Dezember 1914 in Hemet in Kalifornien; † 29. Oktober 1993 in Kalifornien) war ein US-amerikanischer Mathematiker, der sich mit der Theorie der Verbände und Kombinatorik beschäftigte.

## Leben
Dilworth studierte am Caltech (Bachelor 1936), wo er 1939 bei Morgan Ward promoviert wurde. Danach war er Instructor an der Yale University als Sterling Fellow. Ab 1943 war er wieder am Caltech als Assistant Professor. Während des Zweiten Weltkriegs war er Analytiker bei der U.S. Air Force in England. 1945 wurde er Associate Professor und 1950 Professor am Caltech. 1982 ging er dort in den Ruhestand. Neben seiner Hochschularbeit war er auch in der Schulausbildung für Mathematik aktiv, u. a. in einem staatlichen Komitee für die Collegeausbildung und einem Projekt zur Förderung der Ausbildung von Mathematiklehrern in Afrika.
Dilworth arbeitete in der Theorie der Verbände (wo er wesentliche Beiträge leistete) und in Kombinatorik. Nach ihm ist der Satz von Dilworth benannt, aus dem u. a. der Heiratssatz folgt.
Zu seinen Doktoranden zählt Jack E. McLaughlin.

## Schriften
- Ken Bogart, Joseph P. Kung, Ralph Freese (Hrsg.): The Dilworth theorems. Selected Papers of Robert P. Dilworth. Birkhäuser, Boston u. a. 1990, ISBN 0-8176-3434-7.
- mit Peter Crawley: Algebraic theory of lattices. Prentice Hall, Prentice Hall NJ 1973, ISBN 0-13-022269-0.

## Verweise
1. ↑  A decomposition theorem for partially ordered sets. In: Annals of Mathematics. Band 51, 1950, ISSN 0003-486X, S. 161–166.